# Tommaso Cascianelli
Tommaso Cascianelli CP (* 9. März 1948 in Capodimonte, Latium) ist ein italienischer Ordensgeistlicher und emeritierter römisch-katholischer Bischof von Irecê in Brasilien.

## Leben
Tommaso Cascianelli trat der Ordensgemeinschaft der Passionisten bei und empfing am 7. April 1973 die Priesterweihe.
Papst Johannes Paul II. ernannte ihn am 5. Juli 2000 zum Bischof von Irecê. Der Erzbischof von São Salvador da Bahia, Geraldo Majella Agnelo, spendete ihm am 23. September desselben Jahres die Bischofsweihe; Mitkonsekratoren waren Czesław Stanula CSsR, Bischof von Itabuna, und Washington Cruz CP, Bischof von São Luís de Montes Belos.
Papst Franziskus nahm am 23. September 2023 seinen altersbedingten Rücktritt an.